# PowerBook Duo 270c
A Macintosh PowerBook Duo 270c hordozható számítógépet az Apple fejlesztette, gyártotta és forgalmazta 1993. október 21. és 1994. május 1. között 7 hónapon keresztül. A Macintosh PowerBook Duo 270c a PowerBook számítógép-családba tartozott. A számítógépet szokás PBDuo270 vagy Duo270-ként említeni szóban és írásban is. A névben szám után álló 'c' a színes kijelző jele.

## Története
A PowerBook Duo 270c a Duo230-t váltotta. Ez volt az első Duo színes kijelzővel, – 9 hüvelykes képátlójú thin-film transistor (TFT) LCD volt 640 x 480 (8 bites szín) vagy 640 x 400 (16 bites szín) képpont felbontással –, a PowerBook gépek közül korábban lett színes kijelzőjű a PB165c és a PB180c. A többi fejlesztés az eltelt egy év technikai fejlesztéseinek felhasználásából adódott. Így a PB270c 33 MHz-es Motorola 68030 processzora mellé Motorola 68882 matematikai társprocesszor került. A RAM 4 MB, a merevlemez 240 MB volt, a Macintosh Type II nikkel fémhidrid akkumulátor szolgálta.
DuoDock
Ahogy a PB230, úgy a PB270c is a felső kategóriás subnotebook volt az Apple kínálatában. A subnotebook (ultra könnyű laptop) a laptop méretnél kisebb, könnyebb hordozható gép, a redukált méretek miatt kevesebb tudással. Az Apple a sub méretből adódó tudásbeli hiányt dokkoló rendszerrel kínálta. Egyes dokkoló rendszerekbe a PBDuo becsúsztatható volt, más dokkoló rendszerek a gép hátlapjához csatlakoztak.

## Technikai leírás
A gép súlya 2,16 kg, magassága 3,81 cm, szélessége 27,69 cm és mélysége 21,59 cm volt. A gépet System 7.1 operációs rendszerrel szállította az Apple, a ROM mérete 1MB volt. A kijelző 9" 8-bit thin-film transistor (TFT) LCD volt 640 x 480 (8 bites szín) vagy 640 x 400 (16 bites szín) képpont felbontással. A Macintosh PowerBook Duo 270c számítógépet 33 MHz-es Motorola 68030 processzor vezérelte (L1 cache: 0.5K, L2 cache: nem volt). A PMMU feladatát a processzor látta el. Az FPU kiszolgáló a Motorola 68882 volt. A gép bemutatásakor az alaplapon 4 MB (70ns) memóriát tartalmazott, maximálisan 32 MB kezelésére volt képes a gyári specifikáció szerint. A bővítéshez az egyetlen helybe (slot) 4-28 MB-os modulok egyikét lehetett betenni. Az adatokat a 240MB SCSI–buszos belső merevlemezre lehetett elmenteni. A számítógépnek egy nyomtató, portja volt. kimenet volt. A Macintosh PowerBook Duo 270c Duo, NiMH Type II akkumulátora maximum 25W teljesítményre volt képes.

### Technikai adatok táblázatban
A táblázat nem tartalmazza az összes műszaki paramétert. Az egyes modelleknél a bemutatáskor érvényes adatokat soroljuk fel, a későbbi frissítéseket nem. Az adatok az Apple adatlapjáról származnak, a hiányzó adatok – egyes gépeknél a kivezetés időpontja, az összes kijelző adat, üzemóra adat... – a Mactracker alkalmazásból valók.

| Gép nevebemutatva kivezetve                   | Méretmagasság szélesség mélység súly | Processzorprocesszor órajel, mag L1 és L2 cache PMMU FPU   | Háttértármerevlemezkülső adathordozó | Eredeti operációs rendszer | Memóriaalap max. @sebességhely                                    | Kijelzőfizikai méret, legjobb felbontás                                                                            | Tápmax. teljesítmény, akkumulátoros üzemidő (becslés) | Csatlakozók   |
| --------------------------------------------- | ------------------------------------ | ---------------------------------------------------------- | ------------------------------------ | -------------------------- | ----------------------------------------------------------------- | --- | ----------------------------------------------------- | ------------- |
| PowerBook Duo 270c1993 okt. 21. 1994. máj. 1. | 3,81 mm 27,69 mm 21,59 mm 2,16 kg    | Motorola 68030 @33 MHz L1:0.5K PMMU: integrálva FPU: 68882 | HD: 240MB (SCSI)                     | System 7.1 ROM: 1MB        | Alaplapon: 4 MB @70ns max: 4 MB – 32 MBegy hely: 4-28 MB-os modul | Alaplapon: 9" 8-bit thin-film transistor (TFT) LCD 640 x 480 (8 bites szín) vagy 640 x 400 (16 bites szín) képpont | Max: 25W, 1,04A 45,32 Wh, óra                         | * nyomtató: 1 |

## PowerBook számítógépek az időben
| PowerBook és iBook számítógépek idővonalon |
| --- |
| A grafikon adatai utoljára 2023. december 19-én frissültek. A szín sötétebb változata az egymást követő gépek megkülönböztetését szolgálja. A színek kezdete a bemutató időpontja, a forgalmazás több esetben is hónapokkal később kezdődött. Megeshet, hogy egy csík végét kitakarja egy másik csík eleje. Előfordul, hogy a gyártás befejezését követően még egy ideig forgalomban marad a Mac adott verziója. Az adatok forrása a Jegyzetekben található. |